# Riudecanyes
Riudecanyes (em catalão e oficialmente) ou Riudecañas (em castelhano) é um município da Espanha, na comarca do Baix Camp, província de Tarragona, comunidade autónoma da Catalunha. Tem 17,1 km² de área e em 2021 tinha 1 194 habitantes (densidade: 69,8 hab./km²). Limita com os municípios de Mont-roig del Camp, Riudecols, Botarell, Montbrió del Camp, Vilanova d'Escornalbou, L'Argentera e Duesaigües.